# جبلة (اليمن)

تعديل مصدري - تعديل

مدينة جِبْلة من المدن اليمنية المشهورة وكانت من العواصم ذات يوم وكانت تسمى مدينة النهرين لأنها تقع بين نهرين كبيرين. وترجع تسميتها بجبلة إلى عبد الله بن علي الصليحي الذي ابتناها سنة 458 هـ وسماها جبلة باسم يهودي كان يبيع الفخار في الموقع الذي بنيت عليه. تقع مدينة جبله إلى الجنوب من مدينة إب وتبعد عنها 6 كيلو متر وهي عاصمة للملكة أروى بنت أحمد الصليحي التي انتقلت إليها من صنعاء في العام 458 هـ وبقت فيها حتى وفاتها في العام 532 هـ حيث تم دفنها في الجامع الذي قامت هي ببناؤه.
الملكة أروى كانت ولادتها في العام 444 هـ وقد كفلها الأمير علي بن محمد الصليحي وزوجته الملكة أسماء بنت شهاب.

## السكان
بلغ تعداد سكانها 15431 نسمة حسب الإحصاء الذي أجري عام 2004.

## دار العز
تسمى أيضا دار السلطنة وقيل أنها كانت مكونة من 365 غرفة أي على عدد أيام السنة وقد اتخذته السلطانة أروى مقرا لحكمها، ولا زالت بقايا هذا الدار قائمة حتى الآن.وقد وجهت الدولة بإعادة ترميمة.
يقول الشاعر فيها:

## الجامع الكبير

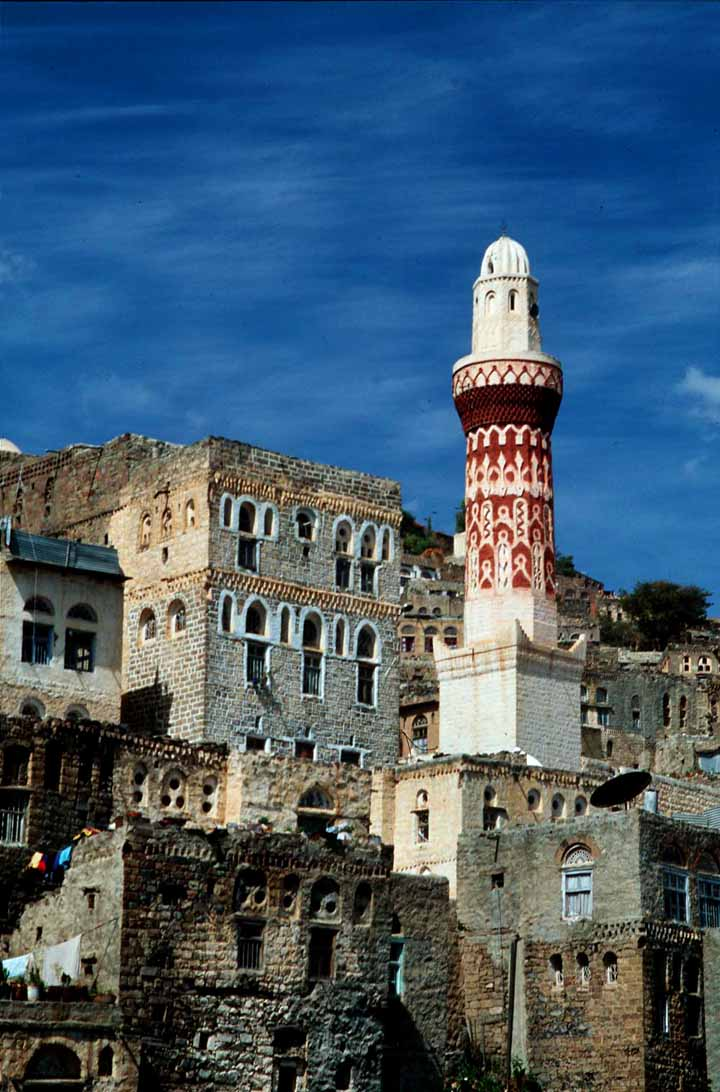
مسجد الملكة أروى بنت أحمد الصليحي

يقع المسجد فوق تل مرتفع وله مئذنتان يعود أقدم تاريخ للمئذنة الشرقية إلى عام 747 هـ، أما المئذنة الغربية فهي أكثر قدما من الشرقية ويحتمل أن تعود للقرن الخامس الهجري لما بها من زخارف معمارية مماثلة لما عرف في الدولة الفاطمية.

## مكتبة جامع السيدة
من يدخل إلى المكتبة التي تحتل مكانا صغيرا داخل جامع السيدة أروى يشعر بالفخر لما وصلت إليه المرأة اليمنية في ذلك العصر المتقدم ليس فقط لأن الملكة أروى كانت تتربع على عرش اليمن، بل لأنه كان إلى جوارها نساء فاضلات عالمات ويتضح ذلك من خلال تلك المخطوطات والكتب والشروحات عليها والتي قمن بها نساء كن في عهد الملكة حيث سطرن بأناملهن الرقيقة تلك المخطوطات والكتب بخط جميل كدمال تلك الأسماء وعقولها النابغة في العلم والمعرفة وعلى رأسهن الملكة أروى التي كانت متضلعة وعالمة بأخبار التاريخ والعلوم المعرفية الأخرى ولها العديد من التعليقات والشروحات للعديد من الكتب تضمها هذه المكتبة.والآن يجري تحديث وترميم الجامع الكبير بمدينة جبلة من قبل فريق خبراء يتكون من الإخوة / المهندس عصام المخادري والمهندس محمد العواضي والمهندس عبد الجليل أحمد ناجي والمهندس المشرف محمد الشميري ويهدف التأهيل والترميم إعادة الجامع إلى ما كان عليه أثناء تشييدة في عصر الدولة الفاطمية في اليمن والتي حكمت اليمن في القرنين الخامس والسادس الهجري وإزالة التدخلات التي حدثت بالأسمنت حديثا وبحيث يكون التأهيل بمادة القضاض اليمنية التراثية التي كان اليمنيون يستخدمونها قديما.

## متحف الملكة

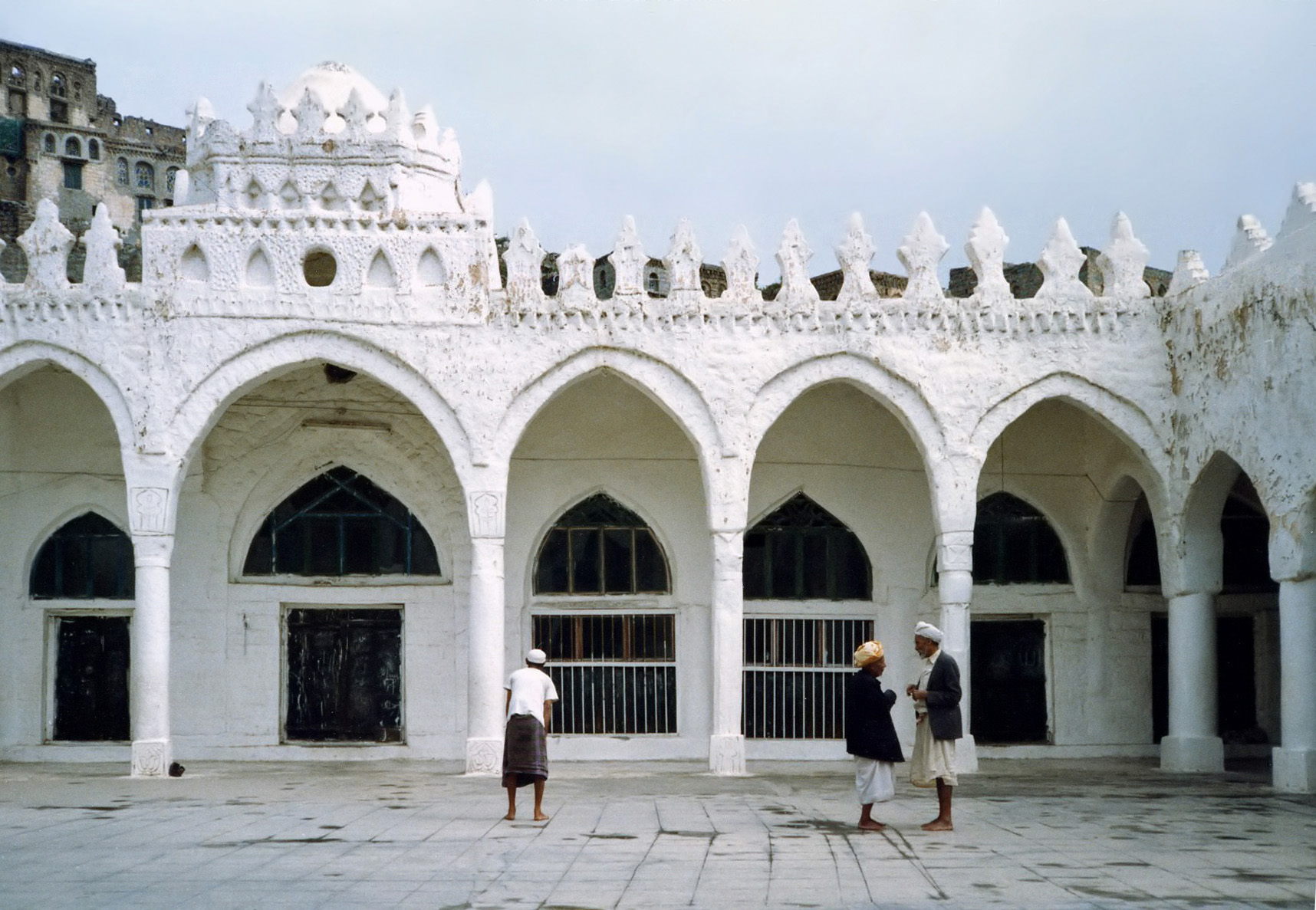
جبلة

بجوار بقــايا دار العز أقيم متحف الملكة أروى التاريخي ويتكون من العديد من الغرف الصغيرة التي يضمها مبنى قديم ربما كان من ملحقات دار العز يتكون من عدة طوابق.
ويضم المتحف أجزاء من الأدوات والنماذج التي كانت مستخدمة في زمن الملكة أروى مثل أدوات الحرب والأكل والزراعة والحدادة والنجارة ومختلف المهن في ذلك العصر الذهبي الذي وصلت فيه الحرف الفنية إلى أعلى درجاتها وأزدهرت فيه إلى جانب من النماذج التي تصور طرق التدريس والمناهج التي كانت تدرس في عصر الملكة وكل ذلك مصحوبا بتعليقات تبرز تاريخ الملكة والأدوار التي قامت بها طيلة 55 عاما من حكمها لليمن بما في ذلك حياتها الخاصة وأقوالها ووصاياها.
وبرغم تواضع المتحف إلا أنه يظهر جزءا كبيرا في الجانب التعريفي لهذه الملكة لكل زائر وسائح.

## روابط خارجية
- World Gazetteer:Yemen
- الجهاز المركزي للإحصاء بالجمهورية اليمنية
- المركز الوطني للمعلومات باليمن

## معرض صور

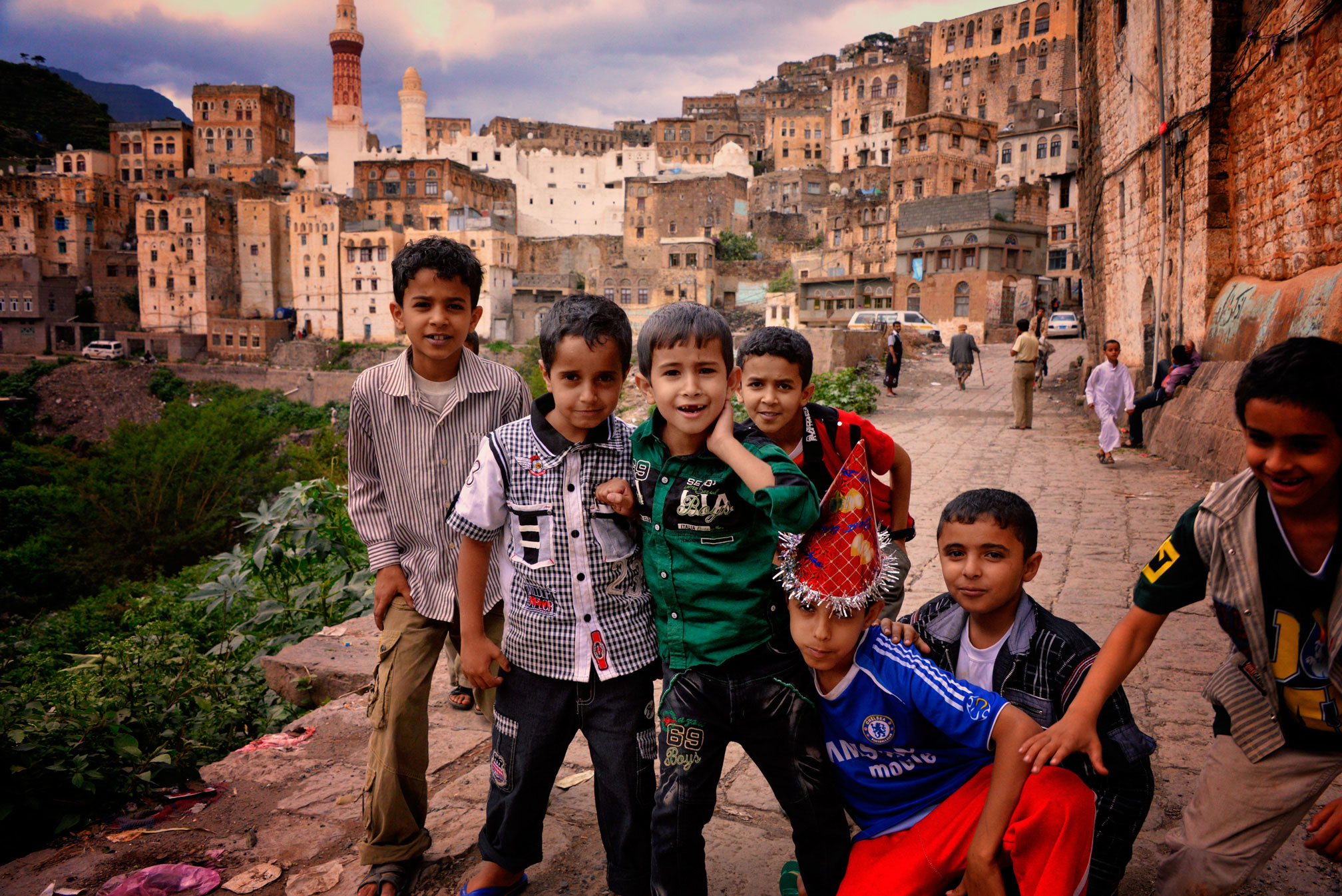
أطفال من جبلة من اليمن
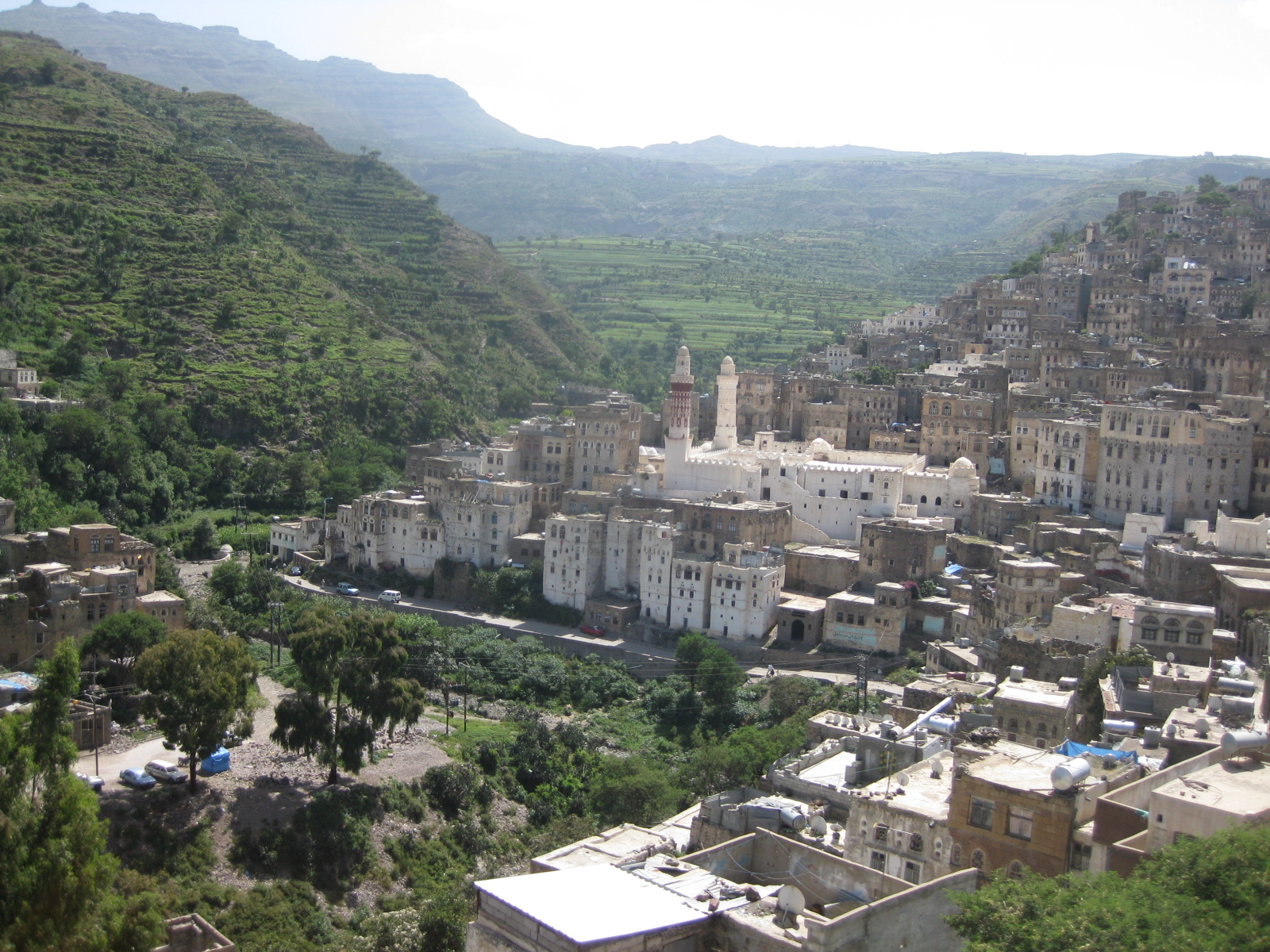
منظر من جبلة
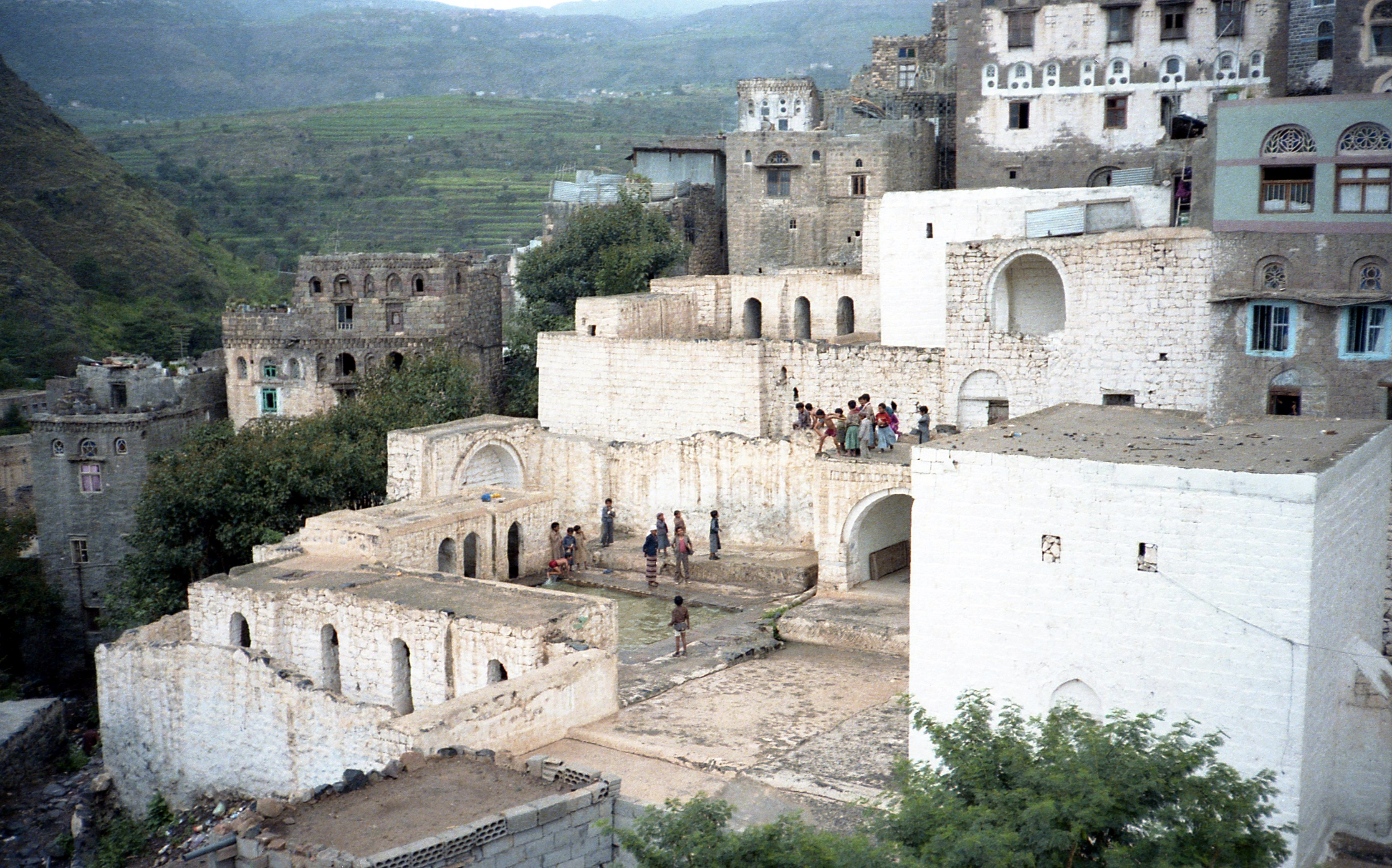
حي سكني في جبلة
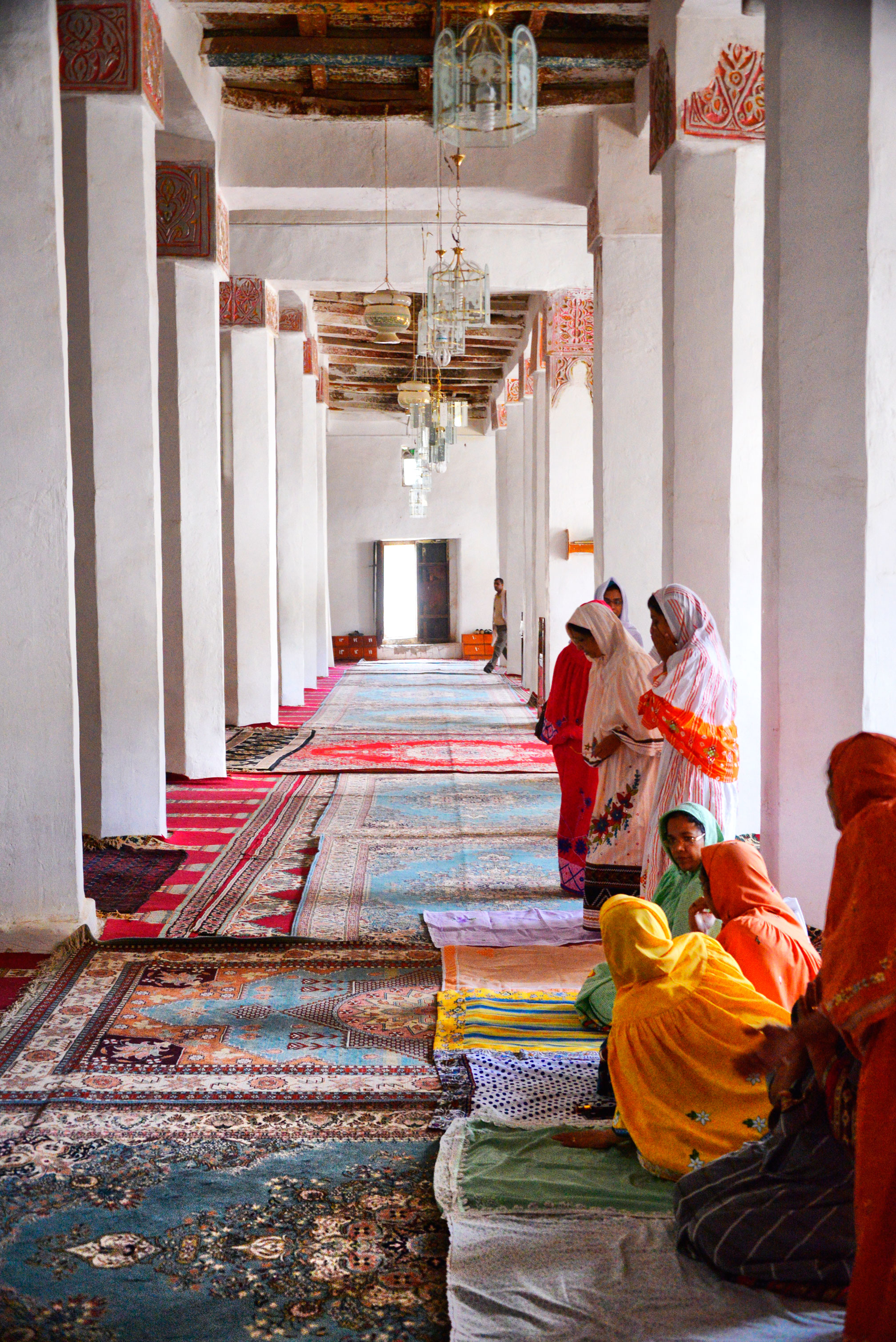
مقبرة الملكة آريا، جبلة
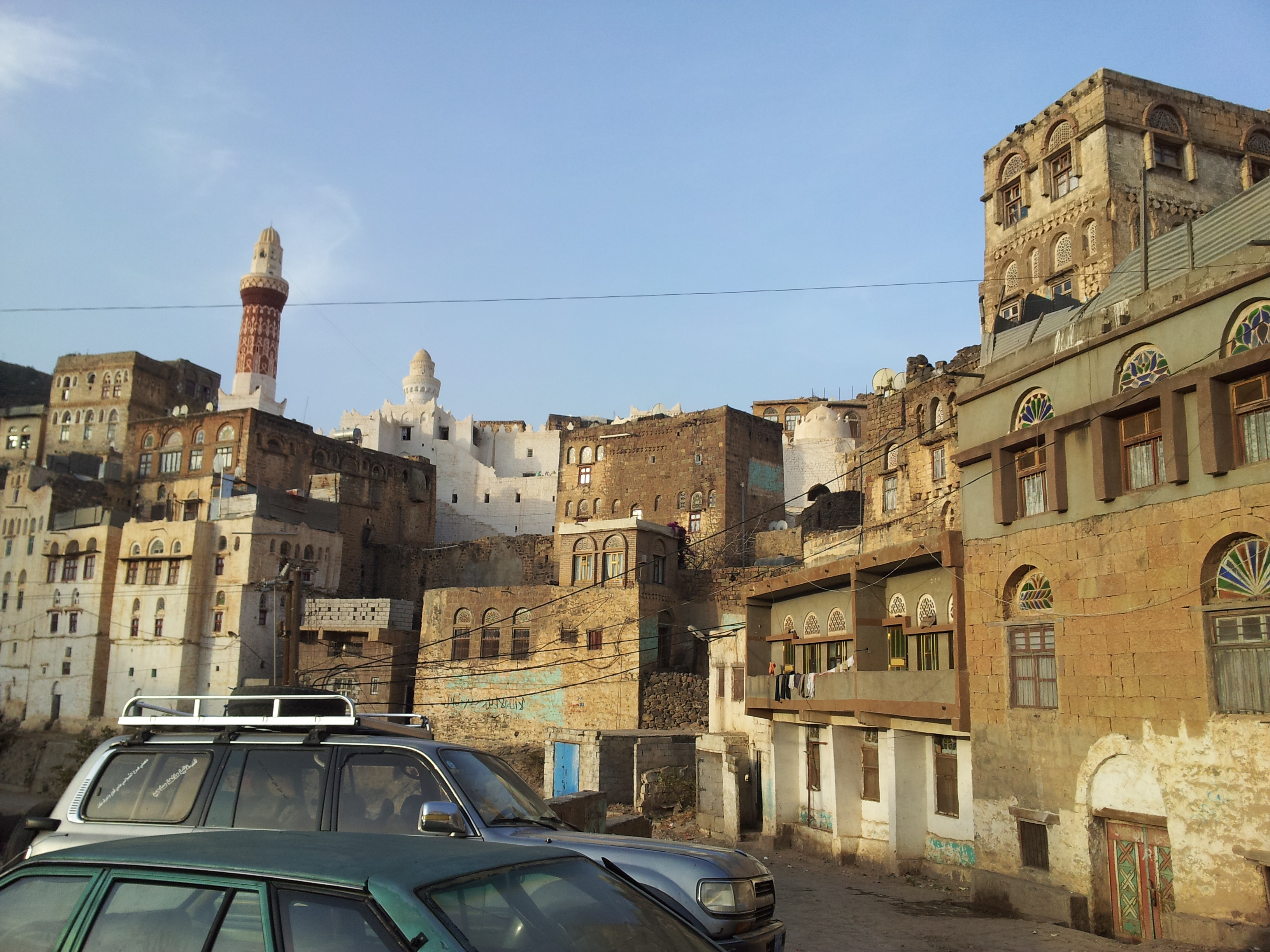
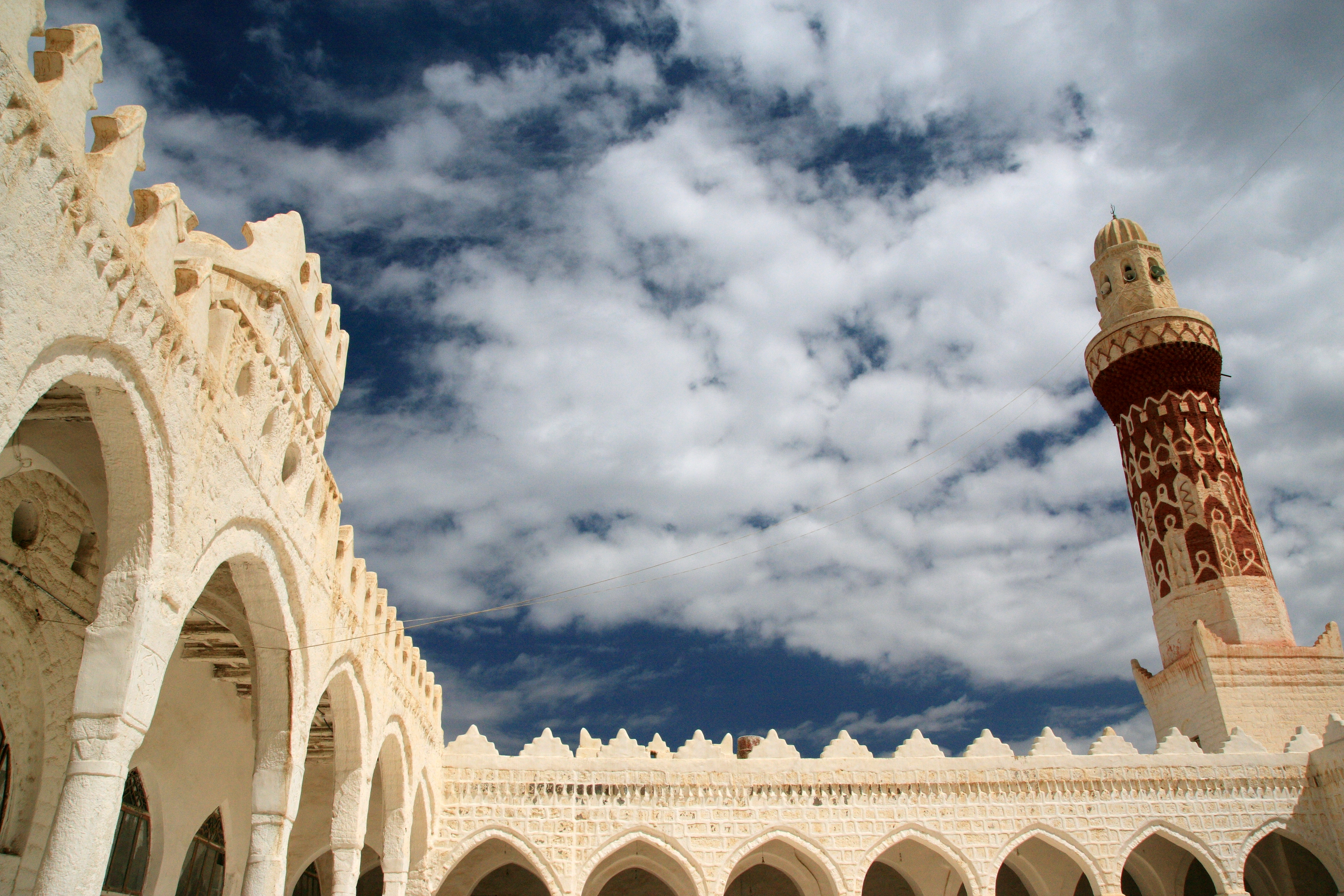
مسجد الملكة أروى